# Будвенець
Будвенець (рос. Будвенец) — присілок в Дубровському районі Брянської області Російської Федерації.
Населення становить 7 осіб. Входить до складу муніципального утворення Сергіївське сільське поселення.

## Історія
Від 2005 року входить до складу муніципального утворення Сергіївське сільське поселення.

## Населення
| 2010 | 2013 |
| ---- | ---- |
| 7    | →7   |